# Garth Maunders
Garth Maunders (* im März 1973) ist ein britischer Theater- und Filmschauspieler.

## Leben
Garth absolvierte das Drama Centre London im Jahr 2005. Er wirkte in einigen Werbespots für das Fernsehen mit. 2002 war er erstmals in einem Film zu sehen. Für seine Rolle in A Father’s Day von 2016 wurde er als bester Schauspieler auf den Encounters Short Film and Animation Festival ausgezeichnet.

## Filmografie
- 2002: Making Juice: The Making of Juice (Kurzfilm)
- 2006: Hallo Panda (Kurzfilm)
- 2007: Emmerdale (Fernsehserie, Episode 1x4571)
- 2008: 25Gs
- 2008: Going Home (Kurzfilm)
- 2008: Wired (Mini-Fernsehserie, 2 Episoden)
- 2009: Ex Cathedra
- 2010: Manche Hunde beissen (Some Dogs Bite) (Fernsehfilm)
- 2011: South Riding (Mini-Fernsehserie, Episode 1x02)
- 2014: The Blood Lands – Grenzenlose Furcht (White Settlers)
- 2015: Arthur und Merlin
- 2015: Lead Me to the Dark
- 2016: A Father’s Day (Kurzfilm)
- 2016: Double 7 Six (Kurzfilm)
- 2017: Habit
- 2017: Talking with Angels (Kurzfilm)
- 2018: The Ferryman
- 2018: Once Bitten... (Kurzfilm)
- 2018: Sybil
- 2018: Surprise

## Theatergrafie
- 2008: Talk In The Park (Hampstead New End )
- 2008: Moira's Guest (Etcetera Theatre)
- 2012: A Bolt From The Blue (Knutsford Theatre)
- 2014: Hangdog (1956 Theatre)
- 2014: Fighter (Manchester Fringe)
- 2014: 39 Steps (Chorley Theatre)